# Parada de El Albir (TRAM Alicante)
El Albir es una parada del TRAM Metropolitano de Alicante donde presta servicio la línea 9. Está situada fuera del casco urbano de Alfaz del Pi, hacia el sur por el camino del Mar.

## Localización y características
Se encuentra ubicada junto al camino de Alguers, desde donde se accede. Dispone de dos andenes y una vía. En esta parada se detienen los nuevos trenes duales de la línea 9.

## Líneas y conexiones
| << Cabecera | < Estación   | Línea | Estación > | Cabecera >> |
| ----------- | ------------ | ----- | ---------- | ----------- |
| Benidorm    | Alfaz del Pi |       | Altea      | Denia       |